# Џејсонвил (Индијана)
Џејсонвил (енгл. Jasonville) град је у америчкој савезној држави Индијана.

## Демографија
По попису из 2010. године број становника је 2.222, што је 268 (-10,8%) становника мање него 2000. године.
| Група             | 2000.         | 2010.         |
| Белци             | 2.433 (97,7%) | 2.172 (97,7%) |
| Афроамериканци    | 2 (0,1%)      | 4 (0,2%)      |
| Азијати           | 6 (0,2%)      | 9 (0,4%)      |
| Хиспаноамериканци | 25 (1,0%)     | 17 (0,8%)     |
| Укупно            | 2.490         | 2.222         |